# Insane in the Mainframe
«Сумасшедший в Мейнфрейме» (англ. Insane in the Mainframe) — одиннадцатый эпизод третьего сезона мультсериала «Футурама».
Североамериканская премьера эпизода состоялась 8 апреля 2001 года.

## Сюжет
Зойдберг празднует свой 10-летний юбилей, в качестве служащего «Межпланетного Экспресса». Узнав, что в пенсионном фонде Зойдберга нет никаких накоплений, обеспокоенный своим будущим, Фрай отправляется вместе с Бендером в банк «Большое Яблоко», чтобы положить на пенсионный счёт все свои сбережения общей суммой в 6 долларов. Во время посещения банка Фрай и Бендер становятся невольными соучастниками ограбления, совершенного старым знакомым Бендера — Роберто, давшим им 2 мешка денег — «за беспокойства». После того как он скрывается с места преступления, полиция отправляет Фрая и Бендера на суд, где по совету своего адвоката они объявляют себя невменяемыми. Их обоих (поскольку человеческие психбольницы переполнены) отправляют в HAL Институт для душевнобольных роботов. Фрай подвергается мучительным процедурам, не предназначающимся для людей, и постепенно сходит с ума, в то время как Бендер отказывает ему в помощи, утверждая, что ему там хорошо. Сокамерником Фрая становится Сломанный Эдди, робот, склонный в буквальном смысле взрываться при любом стрессовом событии. Фрай влачит жалкое существование, питаясь батончиками, которые выкашливает больной торговый автомат. Но в момент, когда Фрай думает, что его выпускают, к его разочарованию выпускают выздоровевшего Сломанного Эдди, а к Фраю приводят нового соседа — Роберто, который был схвачен и отправлен в сумасшедший дом вследствие неудачной попытки ограбить тот самый банк во второй раз. Вскоре освобождают и Фрая, который, по словам врачей, вылечился от мыслей о своей человечности. В то же время Роберто, которому надоело от жизни в больнице, устраивает побег вместе с Бендером. Вернувшийся в «Межпланетный Экспресс» Фрай убеждён в том, что является роботом, о чём безуспешно пытается убедить своих друзей, притворяясь калькулятором, «Пищетроном» и «Инструментроном». В отчаянии Лила страстно целует Фрая в надежде воззвать к его человеческой натуре, но безуспешно. Недавно бежавший Роберто решает ограбить Big Apple Bank в третий раз, но их ждала полицейская засада. Еле сбежав от полиции, Бендер решает скрыть Роберто в здании «Межпланетного Экспресса», полиция окружает здание, и Роберто берёт в заложники сотрудников, в том числе Бендера. После пробуждения от алкогольного оцепенения Фрай, теперь убеждённый в том, что он Боевой дроид, устрашающе идет на Роберто. Тот бьёт его ножом, но попадает в банку со смазкой во внутреннем кармане куртки. Думая, что действительно имеет дело с роботом, в ужасе Роберто прыгает из окна и попадает в руки полиции. Фрай освобождает заложников, но, заметив порез на руке, осознаёт, что на самом деле является человеком.

## Культурные отсылки
- Название серии отсылает к песне группы Cypress Hill под названием «Insane In The Brain»
- Робот-медсестра Рэтчет представляет собой аллюзию на медсестру Рэтчет из романа Кена Кизи — Пролетая над гнездом кукушки. Также может быть отсылкой к одноимённому автоботу из Трансформеров.
- Название HAL Институт для душевнобольных роботов отсылает к одноимённому роботу «HAL 9000» из культового фильма Стэнли Кубрика — Космическая одиссея.
- Ситуация, в которой Фрая считают сумасшедшим, потому что он находится в сумасшедшем доме, является отсылкой к Розенханскому Эксперименту.